# Falsomesosella nigronotata
Falsomesosella nigronotata es una especie de escarabajo longicornio del género Falsomesosella, tribu Mesosini, subfamilia Lamiinae. Fue descrita científicamente por Pic en 1930.

## Descripción
Mide 5-15 milímetros de longitud.

## Distribución
Se distribuye por China, Laos y Vietnam.